# EgoKiefer
Die EgoKiefer AG mit Sitz in Altstätten ist ein national tätiger Schweizer Hersteller von Fenstern und Türen.

## Geschichte
Das Unternehmen wurde am 12. Mai 1932 durch Ernst Göhner als EgoWerke gegründet.
Dieser erwarb die Schreinerei Richard Geisser-Riederer in Altstätten. 1957 produzierte das Werk das erste Kunststoff-Fenster der Schweiz. Ein Jahr später expandierte das Unternehmen mit dem Kauf der Guyot SA in Villeneuve in die Westschweiz und gliederte diese als Usines Ego SA in die Unternehmensgruppe ein. Mit der Eröffnung der ersten Verkaufsniederlassung in Landquart begannen die EgoWerke ab 1962 eine dezentrale Verkaufsorganisation aufzubauen. In den darauf folgenden Jahren wurden schweizweit 12 Verkaufsniederlassungen eröffnet.
1971 wurde die Göhner-Gruppe an die Elektrowatt verkauft, die EgoWerke wurden hierbei zu einer eigenständigen Tochtergesellschaft. 1972 übernahmen die EgoWerke den zweitgrössten Fensterhersteller der Schweiz, die Fenster Kiefer AG. Diese fusionierten 1976 zur EgoKiefer AG.
1987 übernahm die Uniwood-Holding der Erb-Gruppe die EgoKiefer AG als selbständige Tochtergesellschaft. 1993 wurde die Verkaufsorganisation nach Süddeutschland und Vorarlberg ausgeweitet. Der Zusammenbruch der Erb-Gruppe 2003 hatte einen erneuten Besitzwechsel zur Folge. Im April 2004 wurde die EgoKiefer AG von der Arbonia-Forster-Gruppe (AFG) übernommen und als Konzerntochter in die Division Fenster und Türen eingegliedert.
2012 Übernahm EgoKiefer die Usines Ego S.A. Villeneuve in Villeneuve (VD). Im zweiten Quartal 2021 wurde die Division Fenster (inklusive EgoKiefer AG) der Arbonia an DOVISTA A/S, eine Dänische Fensterbau Gruppe, verkauft.

## Krise aufgrund der hohen Produktionskosten in der Schweiz
Im Jahre 2015 wurden hunderte Mitarbeiter in der Schweiz entlassen. Der Verlagerung der Produktion hatte sich aufgrund des hohen Frankenkurses seit langem abgezeichnet, daher wurde verstärkt zu ausländischen Tochtergesellschaften ausgelagert, hauptsächlich zur Niederlassung im thüringischen Langenwetzendorf und nach Pravenec in der Slowakei.

## Unternehmensstruktur
Die EgoKiefer AG betreibt Niederlassungen in Altstätten (Hauptsitz), Münchenstein, Wallisellen, Oberentfelden, Neuenburg, Zollikofen, Kriens, Landquart, Satigny, Villeneuve, Bedano und St. Gallen.
Produktionswerke sind in Altstätten, von 2012 bis 2016 in Villeneuve, sowie in Langenwetzendorf (D) und Pravenec (SK). Das Unternehmen beschäftigt rund 600 Mitarbeiter.
Mit der EgoKiefer AG im Zusammenhang stehen des Weiteren:
- Fürsorgestiftung der EgoKiefer AG in Altstätten, gegründet 1943.[7]
- Pensionskasse der Angestellten der EgoKiefer AG in Altstätten, gegründet 1989.[8]
- Pensionskasse der Betriebsangestellten der EgoKiefer AG in Altstätten, gegründet 1989.[9]

## Produkte
Das Unternehmen entwickelt, produziert und vertreibt Fenster und Türen aus Kunststoff, Kunststoff/Aluminium, Holz und Holz/Aluminium sowie entsprechende Fenster- und Türsysteme. Diese werden kundenspezifisch mit zusätzlichen Funktionen wie Lärmschutz, Wärmedämmung, Sicherheits- und Lüftungssystemen ausgestattet. Darüber hinaus bietet EgoKiefer ein Servicenetz für Reparatur, Wartung und Nachrüstung von Fenstern und Türen.